# Pršljen
Pršljen (lat. vertebra) je sastavni deo kičme. Pošto je deo kičme samim tim je i osovinski deo skeleta na koji se oslanjaju ostale kosti. U ljudskom telu se nalazi od 32 do 34 pršljenova.

## Podela pršljenova
- vratni (7)
- leđni (12)
- slabinski (5)
- krstačni (5)
- trtični (3—5)

## Građa pršljenova
Kičmeni pršljenovi su međusobno spojeni hrskavicom (elastičnom vezom) u obliku diska. Ta hrskavica omogućava amortizaciju. Pršljenovi su različitog oblika, veličine i građe. Delovi pršljena su: međupršljenski disk, telo pršljena i nastavci tela pršljena, ligamenti i lukovi koje delimo na prednji deo - pedikulus i zadnji deo - lamina. Unutar pršljenova se nalazi kičmena moždina.

## Specifične karakteristike
Prva dva pršljena se razlikuju od ostalih. Na prvom pršljenu (atlas), koji se jos naziva nosač, se nalazi kostur glave. Drugi pršljen ima zupčast izraštaj koji je spojen sa prvim pršljenom i omogućava okretanje glave. Poslednji pršljenovi međusobno grade krstačnu kost. Grudni pršljenovi su povezani sa 12 pari rebara. Hrskavicom su povezani za prsnu kost, sa kojom zaklapaju grudni koš.